# Rathaus Freyburg (Unstrut)

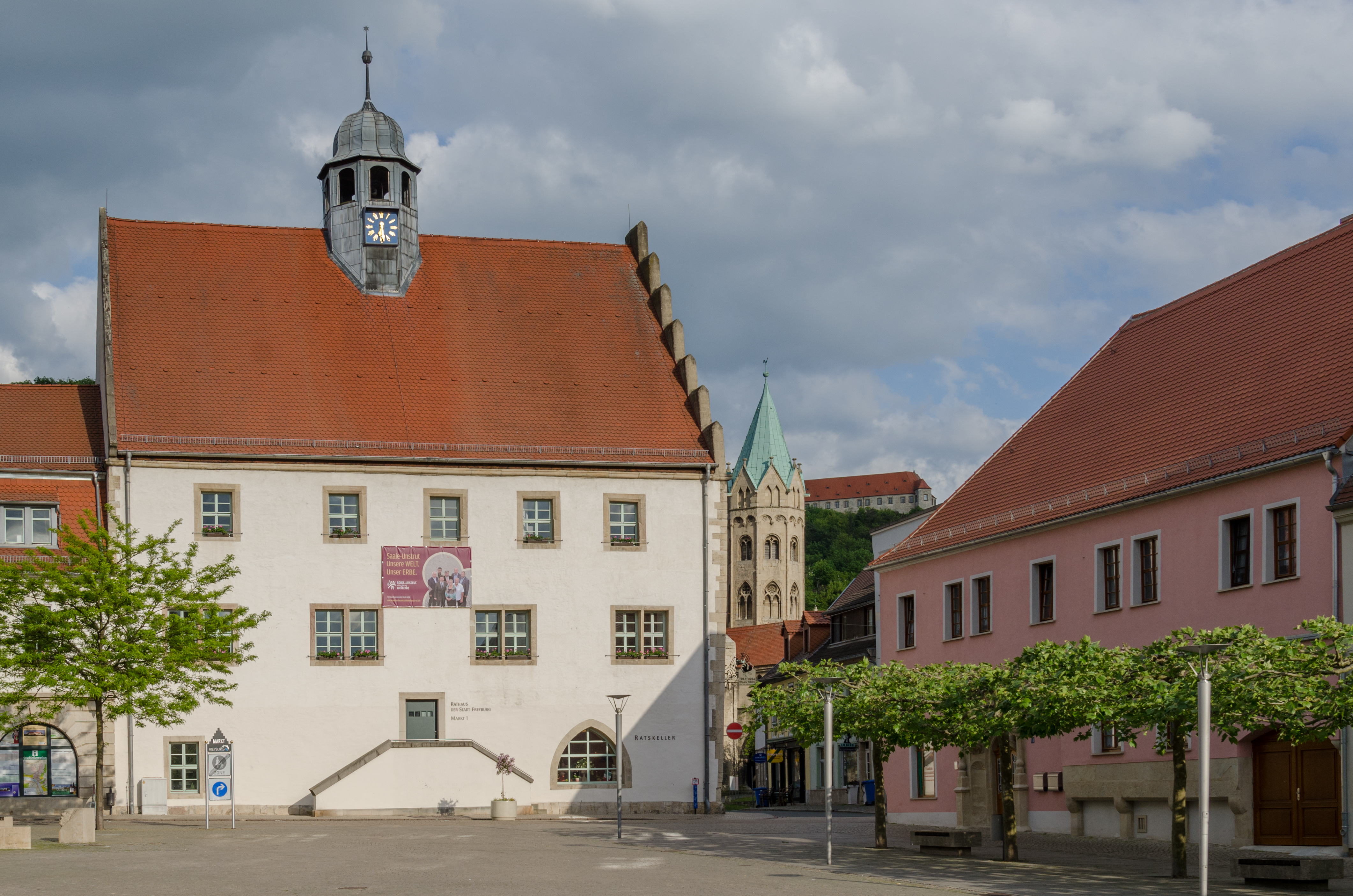
Rathaus in Freyburg (Unstrut)

Das Rathaus in Freyburg (Unstrut) ist ein Baudenkmal in der Stadt Freyburg (Unstrut) im Burgenlandkreis in Sachsen-Anhalt.

## Lage
An der Ecke vom Markt zur Kirchstraße befindet sich das Rathaus von Freyburg (Unstrut). Über Jahrhunderte hinweg führte die Hauptverkehrsstraße mitten durch die Stadt und über den Markt, doch mittlerweile wurde sie in den Platz integriert. Wenige Meter weiter östlich befindet sich die Marienkirche.

## Baugeschichte
Ein Rat wird erstmals im Jahr 1410 erwähnt, im Jahr 1425 ist auch das Rathauses nachweisbar, von dem aber nur vermutbare Teile erhalten sind. Im Jahr 1478 wird eine beheizbare Versammlungsstube (Dürnitz) eingebaut. Nach einem Stadtbrand im Jahr 1551 war ein Wiederaufbau des Rathauses notwendig. Im Zuge dieses Wiederaufbaues wird aus der Dürnitz eine Küche, die vermutlich im Jahr 1561, Jahr einer Bauinschrift, fertiggestellt wurde, dann aber nur bis zum Jahr 1654 bestand, in welchem der Blitz in sie einschlug. Daraufhin errichtete man in den Jahren 1685–1688 für diese ein eigenes Gebäude neben dem Rathaus. Dies war aber auch die Folge eines weiteren Stadtbrandes im Jahr 1682, der einen erneuten Wiederaufbau des Rathauses notwendig machte.
Was sich durch die vielen Veränderungen hindurch von früheren Bauphasen erhalten hat, ist nicht völlig gesichert. Einer der Kellerräume ist vermutlich noch romanisch, also deutlich älter als die Ersterwähnung. Welche Funktion das Gebäude in dieser Zeit gehabt haben könnte, ist aber bisher nicht endgültig ermittelt worden. An der Marktseite gibt es zudem eine gotische Öffnung, die erst 1832 zu einem Fenster vermauert wurde. Auch sie stammt von einem der Vorgängerbauten. Hier befand sich zeitweise der Ratskeller. Schließlich wird vermutet, dass der Raum, der erst Dürnitz und dann Küche beherbergte, jener Raum ist, der sich mit einem Kreuzgratgewölbe erhalten hat.
Im Jahr 1683 kam es zum Wiederaufbau. Diese vereinfachte Rekonstruktion mit Stufengiebeln und Dachreiter ist bis heute erhalten geblieben, wurde lediglich bei einem Umbau in den Jahren 1832 und 1833 um zwei Vorbauten an der Marktseite beziehungsweise Kirchstraßenseite reduziert und in den Jahren 1992 bis 1995 um Anbauten gen Osten erweitert. Zuvor wurden verschiedene Umbaupläne in den Jahren 1918 und 1939/41 nicht realisiert. Da sich am Markt keine weiteren herausragenden Gebäude befinden, dominiert das relativ schlichte Bauwerk mit seiner Freitreppe und den rechteckigen Fenstern dennoch den Markt, an dessen Ostseite es steht und die Kirchstraße, die durch das Gebäude verengt wird. Zudem bildet es im Zusammenspiel mit Kirche und Burg ein beliebtes Fotomotiv. Das Rathaus steht unter Denkmalschutz und wird im Denkmalverzeichnis mit der Erfassungsnummer 094 83437 geführt.